# Macrokangacris
Macrokangacris is een geslacht van rechtvleugeligen uit de familie veldsprinkhanen (Acrididae). De wetenschappelijke naam van dit geslacht is voor het eerst geldig gepubliceerd in 1983 door Yin.

## Soorten
Het geslacht Macrokangacris  is monotypisch en omvat slechts de volgende soort:
- Macrokangacris luteoarmilla (Yin, 1983)